# Hockey sur glace aux Jeux olympiques de 1984
Navigation
Lake Placid 1980 Calgary 1988
Le tournoi de Hockey sur glace des Jeux olympiques d'hiver de 1984 de Sarajevo s'est déroulé du 7 au 19 février et fut remporté par l'équipe d'URSS.

## Formule
Les deux premiers de chaque groupe sont qualifiés pour le tour final. Dans celui-ci, les résultats des équipes s'étant rencontrés lors du premier tour sont conservés.
Le premier de ce classement est déclaré champion olympique, le deuxième remporte la médaille d'argent, le suivant la médaille de bronze.

## Qualification
Les huit nations du Mondial A du Championnat du monde de 1983 sont qualifiées pour les Jeux, ainsi que la Yougoslavie pays hôte. Les trois meilleures nations du Mondial B à l'issue du championnat sont également qualifiées. L'Allemagne de l'Est (Mondial A), qualifiée, ne participe pas. Un match de qualification est donc organisé entre la Norvège (4e Mondial B) et les Pays-Bas (1er Mondial C).
| 9 avril 1983 | Norvège | 4-4 | Pays-Bas | Allemagne de l'Ouest |

| 10 avril 1983 | Norvège | 10-2 | Pays-Bas | Allemagne de l'Ouest |

Pays qualifiés pour la compétition :
| - Yougoslavie (hôte) - Union soviétique (Mondial A) - Tchécoslovaquie (Mondial A) - Canada (Mondial A) - Suède (Mondial A) - Allemagne de l'Ouest (Mondial A) | - Finlande (Mondial A) - Italie (Mondial A) - États-Unis (1er Mondial B) - Pologne (2e Mondial B) - Autriche (3e Mondial B) - Norvège (Qualification) |

Les autres équipes non qualifiées participent au trophée Thayer Tutt.

## Premier tour

### Groupe A
- URSS 10-1 Suède
- URSS 6-1 Allemagne de l'Ouest
- URSS 12-1 Pologne
- URSS 5-1 Italie
- URSS 9-1 Yougoslavie
- Suède 10-1 Pologne
- Suède 11-3 Italie
- Suède 11-0 Yougoslavie
- Suède 1-1 Allemagne de l'Ouest
- Allemagne de l'Ouest 8-5 Pologne
- Allemagne de l'Ouest 9-4 Italie
- Allemagne de l'Ouest 8-1 Yougoslavie
- Pologne 8-1 Yougoslavie
- Italie 6-1 Pologne
- Yougoslavie 5-1 Italie

| Équipes              | PJ | V | N | D | BP | BC | PTS |
| -------------------- | -- | - | - | - | -- | -- | --- |
| Union soviétique     | 5  | 5 | 0 | 0 | 42 | 5  | 10  |
| Suède                | 5  | 3 | 1 | 1 | 34 | 15 | 7   |
| Allemagne de l'Ouest | 5  | 3 | 1 | 1 | 27 | 17 | 7   |
| Pologne              | 5  | 1 | 0 | 4 | 16 | 37 | 2   |
| Italie               | 5  | 1 | 0 | 4 | 15 | 31 | 2   |
| Yougoslavie          | 5  | 1 | 0 | 4 | 8  | 37 | 1   |

### Groupe B
- Tchécoslovaquie 4-0 Canada
- Tchécoslovaquie 7-2 Finlande
- Tchécoslovaquie  4-1 États-Unis
- Tchécoslovaquie 13-0 Autriche
- Tchécoslovaquie 10-4 Norvège
- Canada 4-2 Finlande
- Canada 4-2 États-Unis
- Canada 8-1 Autriche
- Canada 8-1 Norvège
- Finlande 3-3 États-Unis
- Finlande 4-3 Autriche
- Finlande 16-2 Norvège
- États-Unis 7-3 Autriche
- Autriche 6-5 Norvège
- Norvège 3-3 États-Unis

| Équipes         | PJ | V | N | D | BP | BC | PTS |
| --------------- | -- | - | - | - | -- | -- | --- |
| Tchécoslovaquie | 5  | 5 | 0 | 0 | 38 | 7  | 10  |
| Canada          | 5  | 4 | 0 | 1 | 24 | 10 | 8   |
| Finlande        | 5  | 2 | 1 | 2 | 27 | 19 | 5   |
| États-Unis      | 5  | 1 | 2 | 2 | 16 | 17 | 4   |
| Autriche        | 5  | 1 | 0 | 4 | 13 | 37 | 2   |
| Norvège         | 5  | 0 | 1 | 4 | 15 | 43 | 1   |

## Phase finale
- 17 février : Tchécoslovaquie 2-0 Suède[1]
- 17 février : URSS 4-0 Canada[2]
- 19 février : Suède 2-0 Canada[3]

| 19 février 1984 | URSS | 2-0 | Tchécoslovaquie |  |

| Feuille de match  | Feuille de match                                         | Feuille de match | Feuille de match | Feuille de match |
| ----------------- | -------------------------------------------------------- | ---------------- | ---------------- | ---------------- |
|                   | Kojevnikov — 6 min 38 s Kroutov (Larionov) — 21 min 12 s | 1-0 2-0          | -                |                  |
| Vladislav Tretiak | Gardiens                                                 | Jaromír Šindel   |                  |                  |
|                   |                                                          |                  |                  |                  |
|                   | Tirs                                                     | 21               |                  |                  |

| Clt   | Équipe           | PJ | V | D | N | BP | BC | Diff | Pts |
| ----- | ---------------- | -- | - | - | - | -- | -- | ---- | --- |
| +001, | Union soviétique | 3  | 3 | 0 | 0 | 16 | 1  | 15   | 6   |
| +002, | Tchécoslovaquie  | 3  | 2 | 1 | 0 | 6  | 2  | 4    | 4   |
| +003, | Suède            | 3  | 1 | 2 | 0 | 3  | 12 | -9   | 2   |
| +004, | Canada           | 3  | 0 | 3 | 0 | 0  | 10 | -10  | 0   |

## Bilan
Domination des Soviétiques, et nouvel échec des Canadiens, qui malgré une préparation d'un an, est blanchi par tous ses opposants lors du tour final et finit à la quatrième place.

### Meilleurs pointeurs
Pour les significations des abréviations, voir Statistiques du hockey sur glace.
|    | Joueur               | PJ | B  | A | PTS | PUN |
| -- | -------------------- | -- | -- | - | --- | --- |
| 1  | Erich Kühnhackl      | 6  | 8  | 7 | 15  | 12  |
| 2  | Peter Gradin         | 7  | 9  | 4 | 13  | 6   |
| 3  | Nikolaï Drozdetski   | 7  | 10 | 2 | 12  | 2   |
| 4  | Viatcheslav Fetissov | 7  | 3  | 8 | 11  | 8   |
| 5  | Petri Skriko         | 6  | 6  | 4 | 10  | 8   |
| 6  | Raimo Summanen       | 6  | 4  | 6 | 10  | 4   |
| 7  | Vladimír Růžička     | 7  | 4  | 6 | 10  | 0   |
| 8  | Dárius Rusnák        | 7  | 4  | 6 | 10  | 6   |
| 9  | Jiří Hrdina          | 7  | 4  | 6 | 10  | 10  |
| 10 | Vincent Lukac        | 7  | 4  | 5 | 9   | 2   |
| 11 | Viktor Tioumenev     | 6  | 0  | 9 | 9   | 2   |
| 12 | Pat LaFontaine       | 6  | 5  | 3 | 8   | 0   |
| 13 | Vladimir Kovine      | 7  | 5  | 3 | 8   | 2   |
| 14 | Jens Öhling          | 7  | 4  | 4 | 8   | 0   |
| 15 | Aleksandr Kojevnikov | 7  | 4  | 4 | 8   | 2   |

### Meilleurs gardiens
Minimum de 180 minutes jouées.
Pour les significations des abréviations, voir Statistiques du hockey sur glace.
|    | Joueur                | PJ | V | D | N | MIN | BC | BL | MOY  |
| -- | --------------------- | -- | - | - | - | --- | -- | -- | ---- |
| 1  | Vladislav Tretiak     | 6  | 6 | 0 | 0 | 360 | 4  | 2  | 0.67 |
| 2  | Jaromir Sindel        | 6  | 5 | 1 | 0 | 360 | 9  | 2  | 1.50 |
| 3  | Rolf Ridderwall       | 6  | 3 | 0 | 1 | 312 | 9  | 2  | 1.73 |
| 4  | Mario Gosselin        | 7  | 4 | 3 | 0 | 380 | 14 | 0  | 2.21 |
| 5  | Karl Friesen          | 5  | 3 | 1 | 1 | 300 | 16 | 0  | 3.20 |
| 6  | Marc Behrend          | 4  | 0 | 1 | 2 | 200 | 11 | 0  | 3.30 |
| 7  | Adriano Tancon        | 3  | 1 | 2 | 0 | 180 | 12 | 0  | 4.00 |
| 8  | Kari Takko            | 5  | 1 | 1 | 3 | 255 | 19 | 0  | 4.47 |
| 9  | Wlodzimierz Olszewski | 6  | 1 | 4 | 0 | 281 | 32 | 0  | 6.83 |
| 10 | Jorn Goldstein        | 5  | 0 | 1 | 1 | 214 | 26 | 0  | 7.29 |

### Classement final
1er :  Union soviétique
2e  :  Tchécoslovaquie
3e  :  Suède
4e  :  Canada
5e  :  Allemagne de l'Ouest
6e  :  Finlande
7e  :  États-Unis
8e  :  Pologne

### Médaillés
| Or | Argent | Bronze |
| Union soviétique | Tchécoslovaquie | Suède |
| Vladislav Tretiak Zinetoula Bilialetdinov Sergueï Chepelev Nikolaï Drozdetski Viatcheslav Fetissov Aleksandr Guerassimov Alekseï Kassatonov Andreï Khomoutov Vladimir Kovine Aleksandr Kojevnikov Vladimir Kroutov Igor Larionov Sergueï Makarov Vladimir Mychkine Vassili Pervoukhine Aleksandr Skvortsov Sergueï Starikov Igor Stelnov Viktor Tioumenev Mikhaïl Vassiliev | Milan Chalupa Jaroslav Benák Vladimír Caldr František Černík Miloslav Hořava Jiří Hrdina Arnold Kadlec Jaroslav Korbela Jiří Králik Vladimír Kýhos Jiří Lála Igor Liba Vincent Lukáč Dušan Pašek Pavel Richter Jaromír Šindel Radoslav Svoboda Eduard Uvira | Thomas Åhlén Per-Erik Eklund Thom Eklund Bo Ericson Håkan Eriksson Peter Gradin Mats Hessel Michael Hjälm Göran Lindblom Tommy Mörth Leif Håkan Nordin Rolf Ridderwall Jens Öhling Thomas Rundqvist Tomas Sandström Håkan Södergren Mats Thelvén Mats Waltin Göte Wälitalo |